# Định luật Hooke

Định luật Hooke xác định lò xo giãn mức nào khi chịu một lực nhất định

Định luật Hooke, có thể đọc là Định luật Húc, được đặt tên theo nhà vật lý người Anh thế kỷ 17, Robert Hooke. Ông tuyên bố định luật này lần đầu tiên năm 1676. Trong cơ học và vật lý, định luật đàn hồi Hooke là một định luật gần đúng cho rằng đa số lò xo tuân theo liên hệ tuyến tính giữa lực đàn hồi và biến dạng.
Nhiều vật liệu tuân theo định luật này miễn là các phụ tải không vượt quá giới hạn đàn hồi của vật liệu. Vật liệu mà định luật Hooke có thể áp dụng gần đúng được gọi là vật liệu đàn hồi tuyến tính hoặc "vật liệu Hooke".
Lực của lò xo luôn ngược hướng với chiều biến dạng. Tức là lực lò xo luôn có xu hướng làm vật trở về trạng thái không biến dạng. Do đó, lực lò xo còn gọi là lực hồi phục, giúp vật trở lại vị trí cân bằng, luôn hướng về vị trí cân bằng. Có thể thể hiện hướng của lực lò xo: 
F = -kx
Với F hay T là lực (với lò xo kéo/nén) hay mômen lực (với lò xo quay), với x là độ rời khỏi vị trí cân bằng, k là hệ số đàn hồi hay độ cứng của lò xo.
Lực đàn hồi của lò xo xuất hiện ở cả hai đầu của lò xo và tác dụng vào các vật tiếp xúc (hay gắn) với nó làm nó biến dạng. Khi bị dãn, lực đàn hồi của lò xo hướng vào trong, còn khi bị nén, lực đàn hồi của lò xo hướng ra ngoài.
- Đối với dây cao su, dây thép..., khi bị kéo lực đàn hồi được gọi là lực căng.
- Đối với các mặt tiếp xúc bị biến dạng khi ép với nhau, lực đàn hồi có phương vuông góc với mặt tiếp xúc.